# Almirante Brown
Almirante Brown är en förort till Buenos Aires i Argentina. Den utgör ett eget distrikt (partido) i provinsen Buenos Aires, i den centrala delen av landet, 25 km söder om huvudstaden. Folkmängden uppgick till cirka 550 000 invånare vid folkräkningen 2010.

## Geografi och klimat
Runt Almirante Brown är det mycket tätbefolkat, med 1 956 invånare per kvadratkilometer.